# Formato cinematográfico
El formato cinematográfico se rige por dos ideas complementarias y a la vez diferentes, ya que una se refiere al tamaño de la película utilizada, a los milímetros del negativo (formato de película) y la otra describe la zona que realmente utilizamos de la película, la parte impresionable del negativo (formato de exposición). También tenemos  que tener en cuenta el formato de proyección, que hace referencia a la compresión del formato de exposición a la hora que proyectamos un film. Este proceso se realiza para eliminar pequeños defectos que podrían afectar a la película.

## Formatos de película
El formato de película hace referencia a las dimensiones totales de la película que se utiliza, contando con el espacio que ocupa la imagen, el sonido (si lo hay) y las perforaciones. 

Película de 35mm original, sin espacio para el sonido. Relación de aspecto de 1:33.

### Historia de los formatos de película
La historia de los formatos de película se inicia con el formato más famoso entre el sector: el formato estándar o comercial, que fue impulsado por William Kennedy Dickson y Thomas Alva Edison en el año 1889 y que se basaba en una película de 35mm de ancho con ocho perforaciones, cuatro a cada lado. Este formato se compone de una capa de nitrato de celulosa y de unas perforaciones que difieren según su positivado o su condición de negativo. El formato 35mm es muy versátil en la práctica, hecho que propulsó varias modificaciones en el negativo, como su adaptación al color y al sonido. El 35mm es uno de los formatos más usados en todo el mundo por los cineastas, juntamente con el formato 70mm y 16mm.
Este último formato fue introducido por la compañía de Eastman Kodak en el año 1923, y se estableció como alternativa al formato 35mm, que era sumamente más caro. El formato 16mm se consagró como primer formato el área del cual daba acceso a una proyección con garantías: su tamaño y luminosidad eran suficientes para una sala de cine estándar. Este formato contiene solamente una perforación, situada entre dos fotogramas consecutivos. 
El formato 70mm se desarrolló en el año 1895, y estuvo destinado inicialmente a proyecciones espectaculares, en pantalla grande. Usualmente, este formato contiene cinco perforaciones a cada lado de la película, pero existen variaciones que optan por formatos más cuadrados (entre ocho y diez perforaciones a cada lado).
Además de estos formatos, a lo largo de la historia del cine también ha habido otros formatos de película como el formato 9,5mm, 55mm, 65mm, Súper 8.

### Tabla de formatos de película[4]
| Formato | Año  | País                      | Creador/a/es/as                             | Características |
| 35mm    | 1892 | Estados Unidos de América | William Kennedy Dickson, Thomas Alva Edison | Cuatro perforaciones en cada lado del fotograma.                                                                                        |
| 70mm    | 1894 | Gran Bretaña              | Birt Acres                                  | Cinco perforaciones en cada lado del fotograma, excepto variaciones.                                                                    |
| 17.5mm  | 1898 | Gran Bretaña              | Birt Acres                                  | Dos perforaciones en cada lado, una al centro y varias en la línea de separación de los fotogramas.                                     |
| 28mm    | 1912 | Francia                   | Compañía Pathé                              | Tres perforaciones en cada lado (Estados Unidos de América y Canadá). Tres perforaciones en la izquierda y una en la derecha en Europa. |
| 9.5mm   | 1912 | Francia                   | Compañía Pathé                              | Una sola perforación en la parte central del fotograma.                                                                                 |
| 16mm    | 1923 | Estados Unidos de América | Compañía Eastman Kodak                      | Una perforación entre dos fotogramas consecutivos.                                                                                      |
| 8mm     | 1933 | Estados Unidos de América | Compañía Eastman Kodak                      | Una perforación en cada lado del fotograma.                                                                                             |
| Súper 8 | 1965 | Estados Unidos de América | Compañía Eastman Kodak                      | Una perforación en el centro de un lado del fotograma.                                                                                  |

## Formatos de exposición

Comparativa de las tres relaciones de aspecto más comunes. La azul (2.39:1) y la verde (1.85:1) son usadas en el cine. La roja (4:3) hace referencia a la televisión tradicional. Actualmente, la televisión utiliza el formato panorámico (16:9).
Este formato responde a la parte del negativo que es usada de la película, la zona impresionable del negativo. Está ligado al formato del celuloide, ya que determinamos el formato según las dimensiones de este y las dimensiones de la ventana de exposición. 
Nos podemos referir al formato de exposición de dos maneras: según el producto formal de sus dimensiones en milímetros o según el cociente entre su anchura y su altura, lo que denominamos relación de aspecto .
Una vez el formato de 35mm pierde su condición de formato estándar (ya que aparecen formatos nuevos), los formatos se identifican más con sus dimensiones, respecto a los milímetros de su ventana de exposición. 
Los formatos de película suelen requerir de varios formatos de exposición: Del formato 35mm nace el formato full-frame y el 1.33, el formato usado en el cine mudo, donde la imagen ocupaba totalmente el cuadrado de la película, ya que no tenía que dejarse espacio para la banda sonora. El formato 35mm responde a una proporción 4:3, que tiene una forma parecida a un cuadrado, ya que sus dimensiones son de 18mm x 24mm. Su relación de aspecto es de 1.33.

### Incorporación del sonido
Una vez aparece el sonido en el cine, en el año 1927, surge la necesidad de dejar un espacio en el fotograma para incluir los diálogos, los sonidos y la banda sonora. La pista óptica lateral que proporcionaban las películas de exposición con sonido triunfaron por encima de los discos sincronizados que se vendían con las películas mudas. La altura del formato de 35mm se reduce (queda en 16mm x 22mm), hecho que hace aumentar su relación de aspecto a 1.37, afectando su resolución visual. Además, la película se tenía que proyectar a 24 fotogramas por segundo, con la finalidad de que el sonido tuviera una calidad adecuada. De esta necesidad nace el formato académico, consagrado como formato 1.37 una vez aparece la televisión. 
Asimismo, podemos decir que, en sus inicios, el cine usa el formato 1.37, formato casi igual al 4:3, que se usaba en televisión. 

### Respuesta ante la televisión
Desde el Crac del 29, la industria tiende a reducir costes: utiliza formatos de exposición de menor anchura para ahorrar. Pero, cuando después de la Segunda Guerra Mundial la televisión progresivamente se instala en las casas, el cine sufre una grave decadencia, ya que la televisión puede ofrecer a los espectadores lo que el cine en las salas de proyección. 
Como respuesta, los estudios decidieron atacar a la televisión impulsando el cine en color (en aquella época la televisión solo era en blanco y negro), el sonido estereofónico y los formatos panorámicos, sinónimo de construir pantallas de cine más grandes, para poder ofrecer a los espectadores algo que la televisión no podía darles.

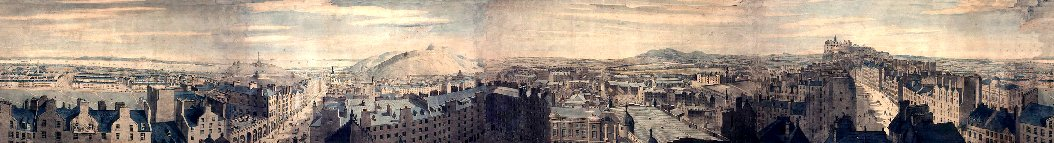
Panorama de Robert Barker, que sirvió de inspiración para los arquitectos en un intento de combatir la televisión e innovar el cine. De aquí saldrán los formatos panorámicos.
Esto hizo cambiar las pantallas de las salas donde se proyectaban películas, y supuso graves problemas arquitectónicos a los edificios que albergaban cines. Gracias al conocimiento adquirido de Robert Barker, los arquitectos optaron por alargar los laterales de la pantalla para hacer la pantalla más grande. Hoy en día se mantienen los formatos panorámicos en las salas de cine.
Los formatos panorámicos son diferentes a cada lado del océano: mientras que en Europa el fotograma tiene una relación de aspecto de 1.66, en los Estados Unidos de América tiene una relación de aspecto de 1.85, superando todos los formatos basados en el 35mm. 
Las pantallas panorámicas comenzaron a surgir gracias a la aparición del Cinemascope, que también era fruto del formato de 35mm. Su relación de aspecto es de 2.35. A partir de entonces, se introdujeron formatos como el VistaVision, el Cinerama, Panavision, Technirama, Formato polyvision, IMAX, entre otros. 

### Tabla de formatos de exposición
| Formatos                             | Características | Medidas         | Formato de película | Relación de aspecto |
| full-frame                           | Original de las películas mudas, formato parecido a un cuadrado. Ocupa toda la película.                                                              | 18mm x 22mm     | 35mm                | 4:3                 |
| Formato académico                    | También conocido como formato 1.37 TV. Se usa en copias destinadas generalmente a televisión. Nace como respuesta a la entrada del sonido en el cine. | 16mm x 22mm     | -                   | 1.37                |
| Formato de cine panorámico europeo   | Formato apaisado para cine. Se añade letterbox /pillarbox a la hora de trasladar un film a la televisión.                                             | 13,25mm x 22mm  | -                   | 1.66                |
| Formato de cine panorámico americano | Formato apaisado para cine. Se añade letterbox /pillarbox a la hora de trasladar un film a la televisión.                                             | 11,85mm x 22mm  | -                   | 1.85                |
| Cinerama                             | Formato panorámico abandonado el 1963. | -               | 35mm                | 2.59                |
| Cinemascope                          | Formato panorámico introducido el 1953. | 18.66mm x 22mm  | 35mm                | 2.35                |
| Vistavision                          | Formato panorámico creado por Paramount Pictures. | -               | -                   | 3:2                 |
| IMAX                                 | Formato panorámico de resolución y definición muy elevada.                                                                                            | 69,6mm x 48,5mm | 70mm                | 1.43                |
| Digital 3D                           | Formato panorámico para percibir la imagen tridimensional-mente.                                                                                      | -               | -                   | -                   |

### Tabla de formatos de exposición según su relación de aspecto
| Formatos      | Características |
| 1:1           | Formato que se parece a una fotografía polaroid. Raramente se usa en cine. |
| 3:2 (1.50:1)  | Se usa generalmente en fotografía. El formato Vistavision lo usaba. |
| 4:3 (1.33:1)  | También conocido como formato estándar por excelencia hasta la aparición de los formatos panorámicos. Usado en las televisiones tradicionales, conjuntamente con el formato 1.37 TV. |
| 5:3           | Formato del cine panorámico europeo. Parecido a la sección áurea. |
| 1.85:1        | Formato del cine panorámico americano y británico. |
| 16:9 (1.78:1) | Formato estándar utilizado en la televisión de alta definición. Parecido a una pantalla de cine.                                                                                     |
| 12:5 (2.39:1) | Formato estándar del film de 35mm anamórfico a partir del 1970. |
| 2.59:1        | Formato panorámico del Cinerama. |
| 2.76:1        | Formato ultrapanorámico usado en films de 65mm. |
| 12:3 (4.00:1) | Formato usado en el sistema Polyvision. |

### Adaptación a la televisión
La televisión tradicional no siguió las incorporaciones que hizo el cine a la hora de establecer nuevos formatos panorámicos. La televisión se reafirmó en el formato 4:3. Este hecho supuso un problema en el momento en que una película quería emitirse por televisión. 

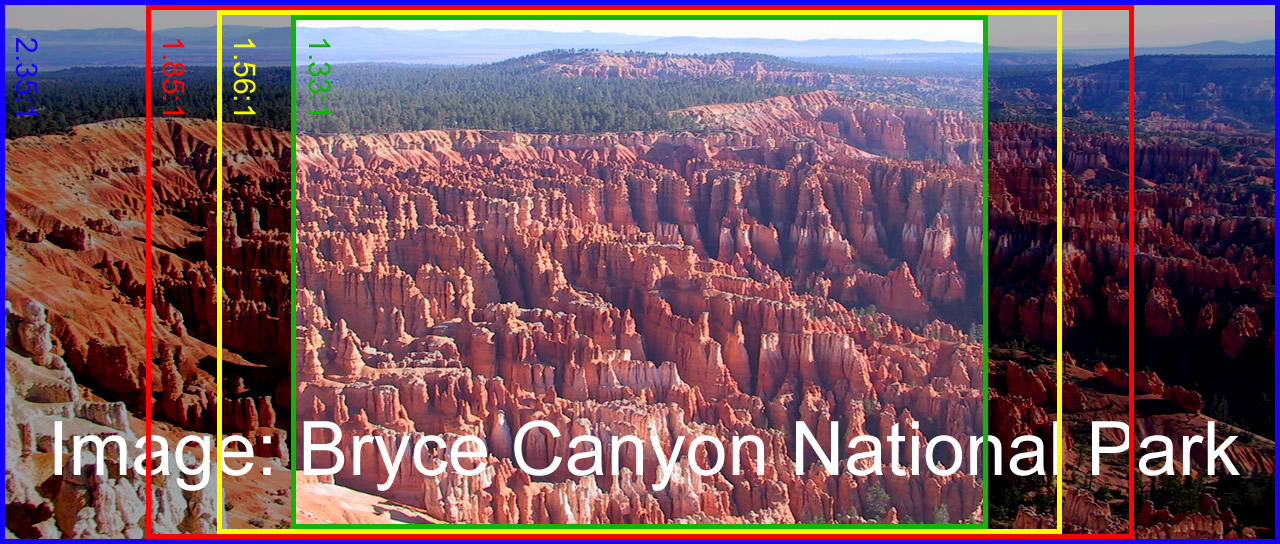
Fotograma ajustado al formato de la televisión (4:3) mediante la técnica de pan and scan.
Las primeras soluciones a esta problemática fueron ajustar el formato en vertical, cosa que llevó a hacer desaparecer la sensación panorámica. Consistía en suprimir los laterales del fotograma, sustituyéndolos por unas barras negras, perdiendo más de un 30% de la imagen. Este efecto se conoce como pan and scan. En Europa, solucionaban el problema centrando una sola vez la película entera, hecho que llevaba a burlar la composición escogida por el/la directora/a. En los Estados Unidos de América, en un intento de huir de este único encuadre, los cines contrataban a un operador que se encargaba de encuadrar el plano cada vez.
Con la entrada del videodisco y del vídeo doméstico (VHS) en la década de los años 80, las televisiones optan por ajustarse más al formato de la obra original. Pudieron conseguirlo gracias a un proceso de conversión de formatos, en los cuales se incluyen el proceso Letterbox y Pillarbox. El primer proceso consistía en añadir al fotograma dos barras negras arriba y abajo, proporcionando un curioso estiramiento de la imagen que permitía verla en totalidad (o casi). El segundo proceso añadía estas barras, denominadas mattes, en cada extremo.
Actualmente, la proyección de películas concebidas en formato panorámico en las televisiones no supone ningún tipo de problemática, ya que las pantallas planas de hoy en día tienen mayoritariamente una relación de aspecto de 16:9, derivada de los formatos de vídeo digital en alta definición, como el formato HD 720 o 1080. Entonces, para reproducir películas concebidas en formato panorámico de 1.85 (formato americano) o en un formato Cinemascope (2.39) se tendrá que usar la técnica Letterbox. En cambio, para reproducir películas concebidas en formato panorámico 1.66 (formato europeo) o académico (1.37), se utilizará el proceso Pillarbox. Estos procesos se harán para mantener la relación de aspecto y para no distorsionar la imagen cinematográfica.

### Líneas narrativas de los formatos de exposición
Es indudable que los formatos de exposición condicionan la percepción que recibimos a la hora del visionado. Podemos argumentar que si los asistentes de la primera proyección cinematográfica (28 de diciembre de 1895) hubiesen visto la película de los hermanos Lumière en formato 1:1, la leyenda urbana (o no) de que huyeron de la sala al ver el tren, no sería tan exagerada. 
En la década de los años cincuenta, la industria, establecida en Hollywood, abandonó los formatos cuadrados para pasar a formatos más panorámicos, más fílmicos. Se atribuye esta categoría ya que el espectador vincula visualmente los formatos cuadrados a la televisión, y los formatos panorámicos al cine. La visión humana es panorámica, ya que de la manera en que los humanos tenemos los ojos puestos en la cara, vemos más en horizontal que el vertical. Los formatos panorámicos consiguen una mejor inmersión visual.
No obstante, muchos directores optan por formatos panorámicos con la intención de contextualizar detalladamente. Una puesta en escena titánica y colosal en formato panorámico ayudará a la narrativa de la película y condicionará totalmente al espectador, cosa que un formato cuadrado no conseguiría. Destacamos, por ejemplo, Dersu Uzala', de Akira Kurosawa, donde se utiliza un formato panorámico para remarcar la relación que el protagonista tiene con la naturaleza y la importancia de esta para el personaje.
Actualmente, los formatos más cuadrados no se utilizan demasiado, en comparación a su uso antes de los años cincuenta. Cuando se utiliza este formato, mayoritariamente se rige a cuestiones narrativas, de estética o de temática. Gust Van Sant, por ejemplo, usa el formato académico en su película Elephant para crear una sensación de aislamiento y de desgana por parte de los personajes.
Si ya es escasa la producción en formato cuadrado, es prácticamente nula la producción en formato 1:1, parecido a una fotografía polaroid. No obstante, hay directores que lo usan para explotar en totalidad todos los límites narrativos del lenguaje cinematográfico. Este es el caso de Mommy, película de Xavier Dolan, concebida en una relación de aspecto de 1:1, que se rige a cuestiones estéticas y temáticas que juegan a favor de la ficción. El director utiliza este formato para encerrar a los personajes en una especie de cárcel que crea el encuadre, y que acentúa el estado emocional de los protagonistas.
La sensación que uno puede tener al ver un film en formato 1:1 se parece a estar visionando una película en vertical o en un Teléfono inteligente. La gran innovación de la película aparece cuando, a mediados de la película, una vez el estado emocional de los personajes ha mejorado, el propio protagonista con sus manos cambia el encuadre y pasamos a un formato 16:9, que vuelve a cerrarse cuando aparecen los problemas de nuevo. El cambio de formato dentro de una película se perfila como la nueva herramienta narrativa que las generaciones futuras de directores van a usar.
De aquí surge una problemática: plataformas en línea de multimedia y distribuidoras de DVD intentan reprimir los formatos originales de estos films y pasarlos a formatos  panorámicos, más fílmicos, adaptables y con más mercado. 
Como ejemplos, citamos Annie Hall, de Woody Allen (rodada en 4:3) y Mommy, de Xavier Dolan (1:1), que se han quejado públicamente de la "censura de formatos" que hace la versión en DVD y Netflix respectivamente.